# بخش‌های دپارتمان اوت-دو-سن
بخش‌های دپارتمان اوت-دو-سن (انگلیسی: Arrondissements of the Hauts-de-Seine department) شامل ۳ بخش به شرح زیر است:
1. بخش آنتونی با ۱۱ کمون (فرانسه) و جمعیت ۴۱۹ هزار نفر در سال ۲۰۱۳ می‌باشد.
2. بخش نانتر با ۱۷ کمون (فرانسه) و جمعیت ۸۵۰ هزار نفر در سال ۲۰۱۳ می‌باشد.
3. بخش بولونی-بیانکور با ۸ کمون (فرانسه) و جمعیت ۳۲۱ هزار نفر در سال ۲۰۱۳ می‌باشد.